# Jean Zay (supercalculateur)
Pour l’article homonyme, voir Jean Zay.
Le supercalculateur Jean Zay, acheté par GENCI, est l'un des trois supercalculateurs français dédiés au calcul scientifique, doté d'une puissance de calcul de 126 pétaflops. Il est situé sur le plateau de Saclay en Essonne, au sein du laboratoire de l'IDRIS. Sa mise en place est gérée par le GENCI. Il est nommé en hommage à l'homme politique français Jean Zay, cofondateur du CNRS.
Il est notamment utilisé dans le cadre de la recherche sur le climat ou de l'astrophysique, ainsi que la recherche en intelligence artificielle et sur les grands modèles de langage.

## Historique
Le supercalculateur Jean Zay est ouvert en octobre 2019 et inauguré le 24 janvier 2020. Il est conçu par Hewlett Packard Enterprise, vainqueur d'un appel d'offres, pour 25 millions d'euros et est doté à son ouverture d'une puissance de calcul de 16 pétaflops. Il s'ajoute à son prédécesseur, Turing, doté d'une puissance de calcul dix fois inférieurs. Il est composé de 48 baies contenant 1 044 cartes graphiques de Nvidia, et 248 cartes offertes par Facebook. Le système consomme une puissance de 2 MW, provoquant un coût en électricité annuel de l'ordre du million d'euros. Il est refroidi à l'eau chaude, eau entrant à 32 °C et ressortant à 42 °C, utilisée ensuite pour le chauffage de bâtiments. Plusieurs centaines de chercheurs utilisent à distance l'appareil informatique chaque jour.
Un an après sa mise en fonctionnement, un nouvel investissement de 10 millions d'euros est réalisé pour améliorer encore sa capacité. Il atteint alors une puissance de calcul de 28 pétaflops. En plus des bâtiments du CNRS, la chaleur récupérée est alors transmise au réseau de chaleur du campus urbain de Paris-Saclay.
Le 14 juin 2023, à l'occasion du salon VivaTech, le président français Emmanuel Macron annonce un nouvel investissement de 40 millions d'euros, égal à l'ensemble des investissements postérieur sur l'équipement, afin d'augmenter les capacités de calcul pour supporter l'exécution de grands modèles de langage. Un chantier commencé le 5 février 2024 et immobilisant la moitié de l'équipement présent vise ainsi à augmenter la quantité de GPU. Avant les travaux, le supercalculateur dispose d'une puissance de calcul de 36,8 pétaflops et est doté de 3 000 cartes graphiques.
Suite à une extension en juillet 2024, la puissance de calcul de Jean Zay a atteint 125,9 pétaflops. On compte l'ajout de 14 racks de calcul BullSequana XH3000, équipés de 728 CPU Intel Sapphire Rapids et de 1 456 GPU NVIDIA H100.

## Ressources
Nœuds scalaires (2,3 Pflops/s) :
- Plus de 28 800 cœurs CSL (720 nœuds)

Nœuds convergé (123,6 Pflops/s) :
- 1832 GPU NVIDIA V100 (427 nœuds à 16/32 Go)
- 416 GPU NVIDIA A100 (32 nœuds à 80 Go)
- 1456 GPU NVIDIA H100 (364 nœuds à 80 Go)

## Système de refroidissement
Le système de refroidissement de Jean Zay fonctionne majoritairement sur un refroidissement par eau. Il permet un refroidissement de l'eau chaude de 36° C à 30° C. Depuis décembre 2023, Jean Zay est raccordé au réseau de chauffage du plateau de Saclay. Ainsi, il récupère la chaleur excédentaire générée par le supercalculateur pour la réutiliser en tant que chauffage pour les bâtiments du campus. Cette initiative s'inscrit dans le cadre du "plan de sobriété énergétique" du CNRS, visant à réduire la consommation d'énergie de l'institution.